# Феликс Горлен
Феликс Горлен (на френски: Félix Gorlin) е френски католически духовник, лазарист, мисионер в Македония, дългогодишен преподавател в Солунската българска семинария (гимназия).

## Биография
По народност е французин. Роден е в 1856 г. Става монах в лазаристкия орден в 1873 г. и пристига в мисията в Солун в 1883 година, за да ръководи строежа на гимназията. Преподава 8 години в Солунската българска семинария, 8 от които е неин директор. След разрешение от Париж, за да бъде по-близо до народа в 1891 година отец Горлен и Проспер Морел (1860 - ?) първи приемат източния обред и водят службата на български.
Отец Феликс умира в 1897 година в Париж.